# Saxbett
Saxbett är en term för att beskriva bettet hos hundar när tänderna inte går ihop helt när de "biter ihop". I stället går framtänderna i överkäken utanför underkäkens framtänder.
De flesta hundraser har ett saxbett.